# Potomac

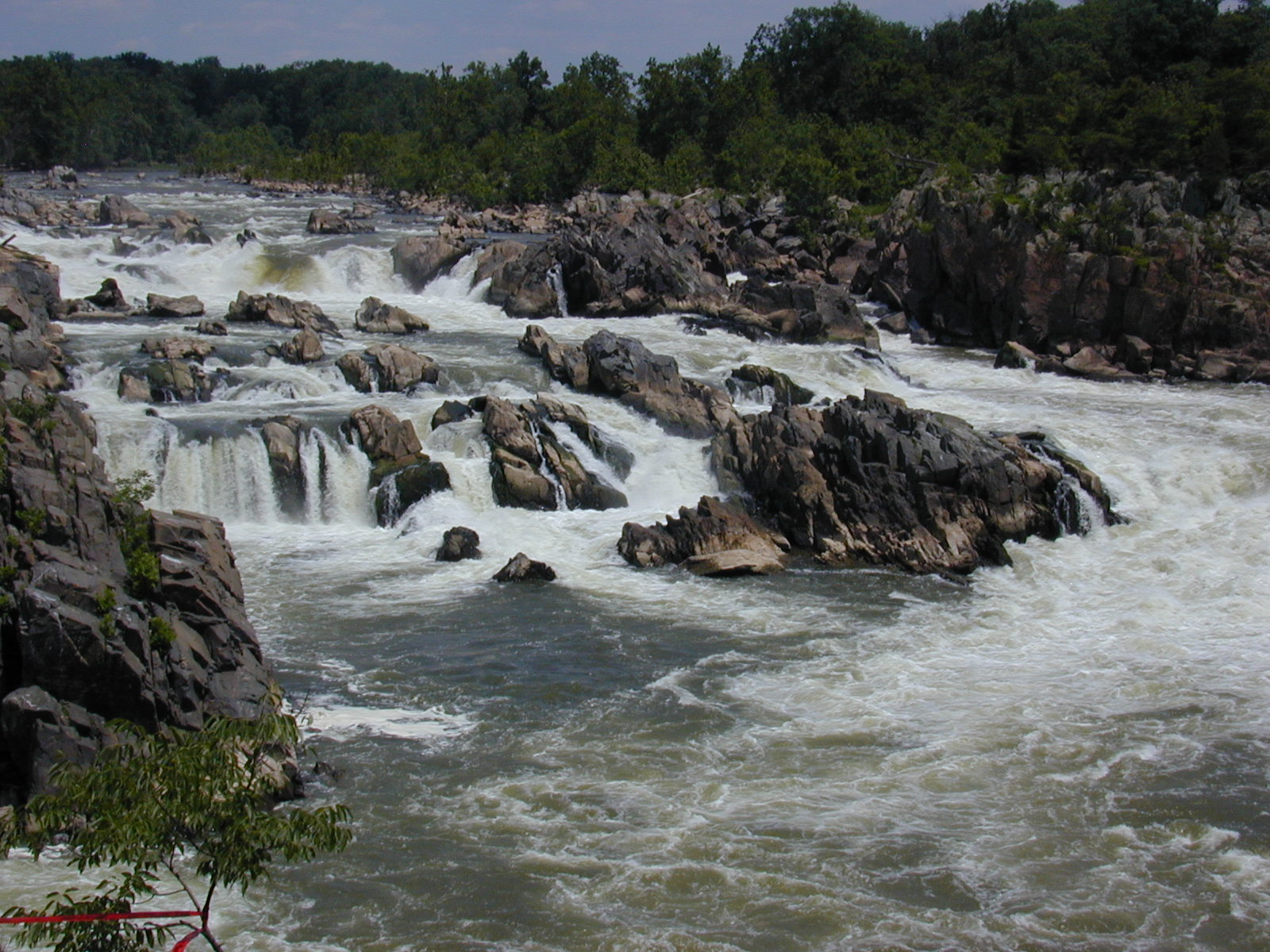
Great Falls, 2004.

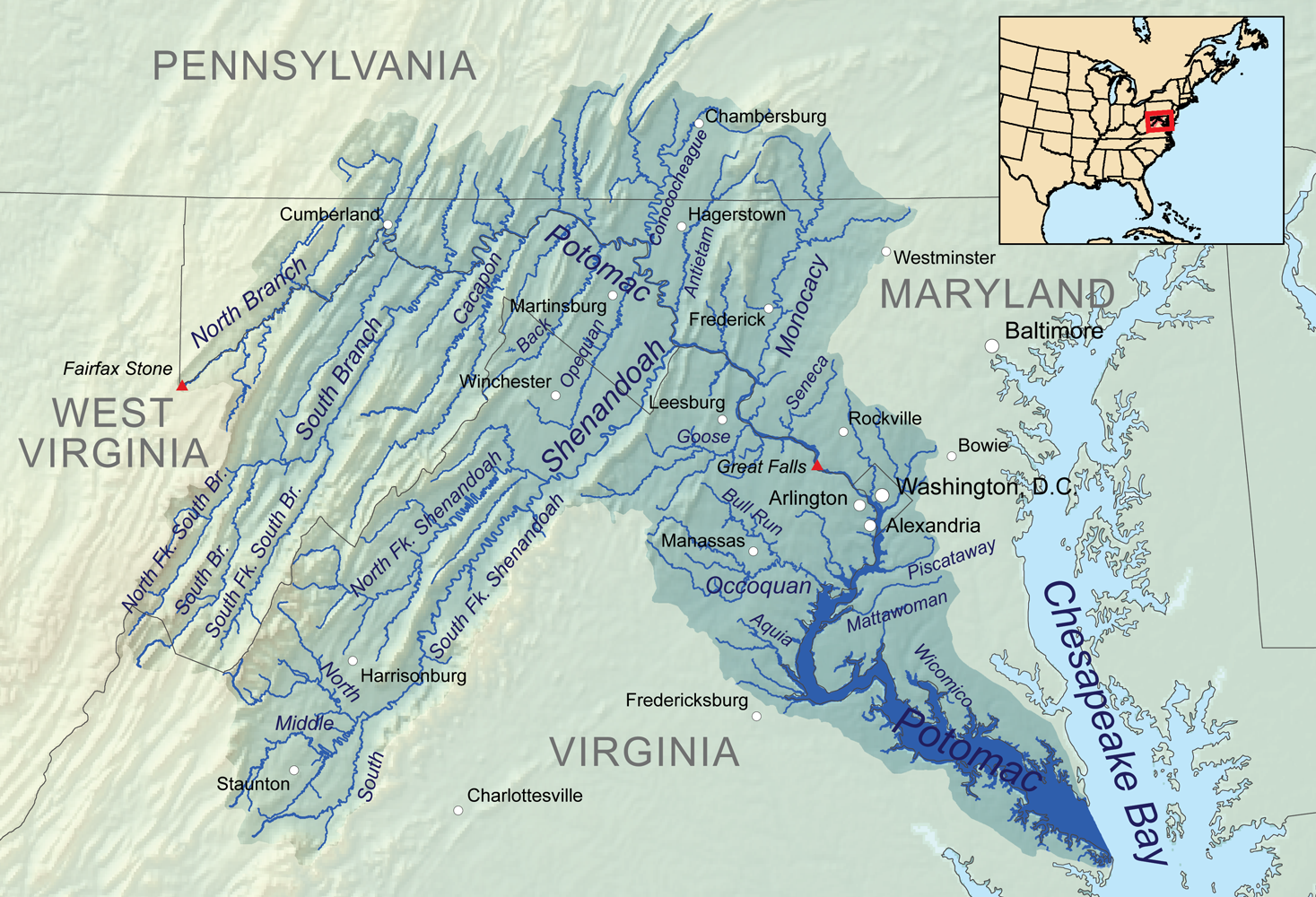
Avrinningsområde.

Potomac är en 616 km lång flod i nordöstra USA, på gränsen mellan Virginia och Maryland. Över sex miljoner människor lever inom Potomacs avrinningsområde som även omfattar delstaterna Pennsylvania och West Virginia.

## Beskrivning
Potomac har sina källor i västra Appalacherna och bildar under större delen av sitt lopp gräns mellan Maryland på ena sidan och West Virginia och Virginia på den andra. Floden korsar Blue Ridge i en bred dalgång och bildar där en serie forsar med 27 meters fallhöjd.
Potomac rinner därefter förbi Washington, D.C. och bildar där gränsen mot Virginiasidan och bland annat Arlingtonkyrkogården innan den mynnar i Chesapeake Bay. George Washingtons privata gård Mount Vernon har utsikt över Potomac och dess strandlinje. Den största bifloden är Shenandoah som rinner till från söder i West Virginia.